# IRFE
IRFE — французский модный дом начала XX века. Название происходит от первых букв имен создателей — Ирины Александровны и Феликса Феликсовича Юсуповых.

## История
Основан в 1924 году в Париже и занимал сначала весь первый, а позже и второй этажи дома 10 по улице Дюфо. Почти весь персонал состоял из друзей четы Юсуповых и других русских эмигрантов. В роли моделей выступали не только специально нанятые для этой цели девушки, но и сама Ирина Александровна с некоторыми своими приятельницами.
Презентация первой коллекции прошла в отеле Ritz на Вандомской площади и произвела впечатление на парижское общество. Популярность IRFE в первые недели после открытия была во многом вызвана интересом общественности к самому Феликсу Юсупову и слухами, касавшимися его персоны. В своих «Мемуарах» он упоминает, что клиентки «приходили из любопытства и за экзотикой. Одна потребовала чаю из самовара. Другая, американка, захотела видеть „князя“, у которого, по слухам, глаза фосфоресцировали, как у хищника!».
Этот первый удачный опыт предпринимательства сподвиг Феликса Юсупова на открытие вместе с бароном Эдмоном де Зюиланом в 1925 году магазина фарфора на соседней с IRFE улице Ришпанс. В дальнейшем, князь принимал участие в оформительстве парижского ресторана «Мезонет» на рю де Мон-Табор, выполненного в «русском стиле», и открыл ресторан «Лидо», автором интерьеров которого стал художник Шухаев.
В 1925 году в Туке был открыт первый филиал IRFE, ведение дел в котором было поручено двоюродному брату Ирины Александровны — князю Гавриле и его жене — Антонине Рафаиловне Нестеровской, бывшей балерине Императорского балета.
Впоследствии были открыты ещё два отделения модного дома: в Лондоне на Беркли-стрит, под руководством некой миссис Энсил, и в Берлине, в доме Радзивиллов на Паризерплатц.
В 1926 году у дома IRFE появилась собственная парфюмерная линия. Она была ограниченной и представлена четырьмя ароматами: Blonde-для блондинок, Brunette-для брюнеток, Titiane-для шатенок и Grey Silver-для женщин элегантного возраста.
В 1931 году было объявлено о ликвидации дома IRFE и всех его филиалов по экономическим причинам. Парфюмерное предприятие просуществовало на несколько месяцев дольше ателье.